# Deak Evgenikos
Deak Evgenikos, née le 13 décembre 1977 au New Jersey, est une actrice américaine,. 

## Biographie
Deak Evgenikos est principalement connue pour son rôle dans le film de Jamie Babbit, Itty Bitty Titty Committee, ainsi que pour sa participation au documentaire Hooters!.

### Vie privée
Deak Evgenikos se déclare queer : I identify as queer and I'm very proud of my feminitiy and my masculinity.

## Filmographie
- 2003 : Hummer (court métrage) : Sam
- 2005 : Hung (court métrage) : Spike
- 2005 : Frozen Smile (court métrage) : Deak
- 2007 : Itty Bitty Titty Committee : Meat
- 2008 : Happy Birthday (court métrage) : Jack
- 2009 : The Taking of Pelham 123 : ESU Two
- 2010 : The Owls : Cricket
- 2010 : Hooters! (documentaire) : elle-même
- 2010 : The Hit (court métrage) : Danni
- 2011 : Odd Streets Run West (court métrage) : Sarah